# Arnold Edward Ortmann
Arnold Edward Ortmann (8 april 1863 - 3 januari 1927) was een in Pruisen geboren Amerikaanse natuuronderzoeker en zoöloog die gespecialiseerd was in malacologie, de studie van weekdieren.

## Biografie
Ortmann werd op 8 april 1863 geboren in Maagdenburg. Als student van Ernst Haeckel studeerde hij in 1885 af aan de Universiteit van Jena met een Ph.D., hij had ook gestudeerd aan de Universiteit van Kiel en de Universiteit van Straatsburg. Vanaf 1886 werkte hij als docent aan de Universiteit van Straatsburg. Samen met Haeckel nam hij deel aan een expeditie naar Zanzibar in 1890/91. Drie jaar later emigreerde hij naar de Verenigde Staten, waar hij een post kreeg als curator van de afdeling paleontologie van ongewervelde dieren aan de Princeton-universiteit. In 1899 nam hij deel aan de Peary Relief-expeditie en een jaar later werd hij genaturaliseerd tot Amerikaans staatsburger.
In 1903 verhuisde hij naar Pittsburgh. Hij werd curator van de zoölogie van ongewervelde dieren in het Carnegie Museum en vanaf 1910 was hij hoogleraar fysische geografie aan de Universiteit van Pittsburgh, waar hij in 1911 een Sc.D. behaalde. In 1925 werd hij voorzitter van zoölogie aan de Universiteit van Pittsburgh. Hij stierf in Pittsburgh op 3 januari 1927.

## Werk
Ortmann's grondige taxonomische studies van zoetwatermosselen en schaaldieren legde een speciale focus op de geografische verspreiding van soorten, waarmee hij een fundamentele basis legde die tot op de dag van vandaag nog steeds geldig is. In 1920 formuleerde hij "Ortmann's Law of Stream Position", waarin hij stelde dat een mosselsoort er anders uit kan zien, afhankelijk van waar in een riviersysteem deze leeft:
Bij het bestuderen van de schelpen van de Naiad van de bovenste afwatering van Ohio, werd het feit me opgedrongen dat bepaalde soorten die in de bovenloop en kleinere stromen leven, in de grotere stromen voorkomen als verschillende, maar zeer vergelijkbare vormen, die worden onderscheiden voornamelijk door één karakteristiek, namelijk obesitas. De bovenloopvormen zijn eerder gecomprimeerd of vlak, waar de grote riviervormen meer convex en gezwollen zijn. Ik ontdekte ook dat in de rivieren tussenvormen tussen deze twee extremen te vinden zijn.— A. E. Ortmann (1920)
Deze waarneming hielp enorm om de taxonomie van weekdieren te vereenvoudigen, omdat onderzoekers voorheen maar al te vaak zulke verschillende morfotypen aan verschillende soorten hadden toegewezen.
De standaard auteur afkorting "A.E.Ortmann" wordt gebruikt om Ortmann aan te geven met het citeren van een botanische naam, de afkorting "Ortmann" wordt gebruikt met het citeren van taxonomieën uit het dierenrijk.

## Publicaties
- Grundzüge der Marinen Tiergeographie ("Basiskenmerken van de geografie van zeedieren"), 1886
- Vervolg van "Die Decapodon" uit Bronn's Klassen und Ordnungen des Tierreichs ("Klassen en orden van het dierenrijk"), 1898-1900
- Tertiary Invertebrates of the Princeton Expedition to Patagonia ("Tertiaire ongewervelden van de Princeton-expeditie naar Patagonië"), 1902

- Author citation (botany): A.E.Ortmann
- CiNii: DA07978357
- Gemeinsame Normdatei: 117149446
- International Standard Name Identifier: 0000 0000 8099 9213
- Library of Congress Control Number: n89630469
- Nationale Bibliotheek van Israël: 987007382042505171
- Nederlandse Thesaurus van Auteursnamen: 191501484
- SNAC: w6jm30sf
- Système universitaire de documentation: 122036115
- Virtual International Authority File: 20449786
- WorldCat: E39PBJtcKJcygykWx3YgmRPmh3